# Das Volk, das noch im Finstern wandelt

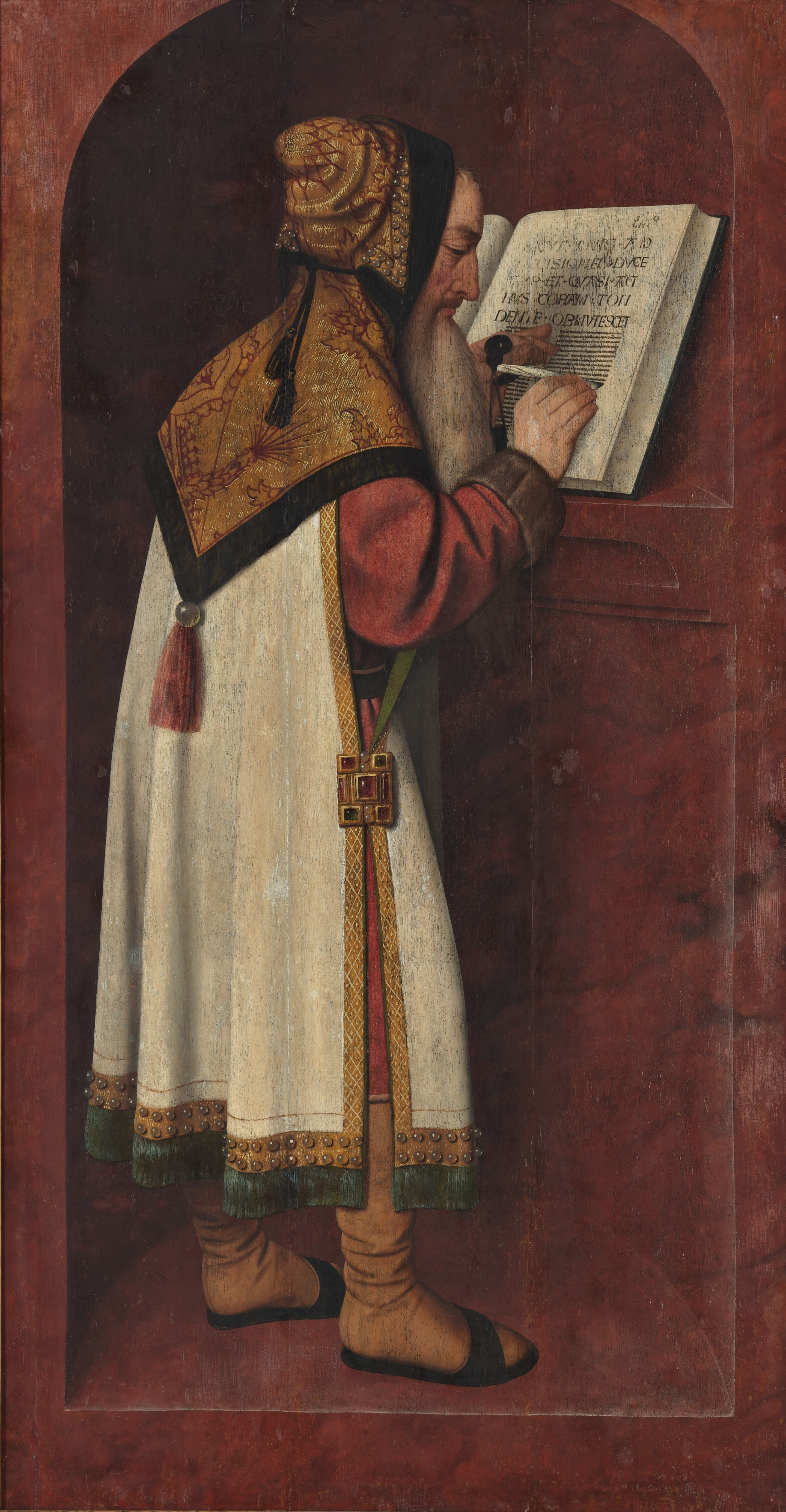
Jan Mostaert: Der Prophet Jesaja (Museum Boijmans Van Beuningen)

Das Volk, das noch im Finstern wandelt ist ein Adventslied des 20. Jahrhunderts, das im Evangelischen Gesangbuch (EG 20) sowie im Mennonitischen Gesangbuch (MG 248) enthalten ist.
Es bezieht sich auf den Bibeltext Jes 9,1–6 . Ursprünglich stammt das Lied aus den Niederlanden. Jan Willem Schulte Nordholt schrieb den Text (Het volk dat wandelt in het duister), Frits Mehrtens die Melodie. Die deutsche Übersetzung fertigte Jürgen Henkys an.

## Liedtext
Jan Willem Schulte Nordholt war Historiker mit einem Schwerpunkt auf der Geschichte und Kultur Nordamerikas. Er veröffentlichte 1956 ein Buch mit dem Titel Het volk dat in duisternis wandelt („Das Volk, das in Finsternis wandelt“) über die Geschichte der Afroamerikaner. Die prophetischen Worte aus dem Jesajabuch, die er als Titel wählte, deuten eine moderne Unterdrückungsgeschichte. Das Kirchenlied, das Schulte Nordholt 1959 dichtete, trägt ebenfalls solche Aktualisierungen ein und ergänzt den Jesajatext mit Motiven aus dem Johannesevangelium (Strophe 5: Weg, Wahrheit und Leben) und dem Buch der Offenbarung.

## Melodie
Die Vertonung der neun Strophen durch Frits Mehrtens folgt der Tradition des reformierten Psalmengesangs. „Die Melodie … ist geprägt von den drei aufeinander getürmten Quartschritten, eine Formel, die in keinem anderen Kirchenlied vorkommt und die sinnfällig das aus dem Dunkel kommende Licht anzeigt.“ Ursprünglich hatten gerade und ungerade Strophen jeweils unterschiedliche Melodien.

## Rezeption in den Niederlanden
Het volk dat wandelt in het duister wurde 1973 in das Liedboek voor de Kerken aufgenommen (Nr. 25), das in interkonfessioneller Zusammenarbeit entstanden war und für viele protestantische Kirchen in den Niederlanden zum Standardgesangbuch wurde. Als besonders textgetreue Bibelvertonung nahm die Synode der Christelijke Gereformeerde Kerken 1974 Het volk dat wandelt in het duister in die Sammlung Schriftberijmingen auf, allerdings mit Ausnahme der letzten Strophe, die der Kritik verfiel, da sie die Lehre der Allversöhnung zu vertreten schien (En alle, alle mensen samen, / die zullen voor zijn aangezicht  / staan zingen in het grote licht. / En Hij kent allen bij hun namen). Im 2013 erschienen Liedboek, zingen en bidden in huis en kerk der protestantischen Kirchen der Niederlande steht das Lied unter der Nr. 448.
1983 wurde das Lied in das katholische Gesangbuch der Niederlande (Gezangen voor Liturgie, Nr. 459) übernommen.

## Deutsche Übersetzung
Die freie deutsche Übersetzung von Jürgen Henkys ließ Erinnerungen an den Zweiten Weltkrieg anklingen, wie der Vergleich der dritten Strophe zeigt:
| Liedboek voor de Kerken, 1973 | Jürgen Henkys: Steig in das Boot. Neue niederländische Kirchenlieder. Berlin 1981                                                                         | Evangelisches Gesangbuch, 1996 |
| --- | --- | --- |
| Hij komt met vrede; en geen rampen geen oorlog en geen bitterheid zal er meer zijn, geen kind dat schreit, geen laarzen die in ’t duister stampen. | Sein Friede kommt. Nie mehr Sirenen, nie Krieg, Verrat und bittre Zeit! Kein Kind, das nachts erschrocken schreit, weil auf dem Pflaster Stiefel dröhnen. | Er kommt mit Friede. Nie mehr Klagen, nie Krieg, Verrat und bittre Zeit! Kein Kind, das nachts erschrocken schreit, weil Stiefel auf das Pflaster schlagen. |

Die Fassung des Evangelischen Gesangbuchs „verzichtet auf den spezifischen Lärm des modernen Krieges“ und nähert sich mehr der niederländischen Vorlage an.